# Glinki (powiat nakielski)
Glinki – osada leśna w Polsce położona w województwie kujawsko-pomorskim, w powiecie nakielskim, w gminie Sadki. Miejscowość wchodzi w skład sołectwa Liszkówko.
W latach 1975–1998 miejscowość administracyjnie należała do województwa bydgoskiego.